# Deroptyus accipitrinus
El loro cacique (Deroptyus accipitrinus), también llamado loro cabeza de halcón o quinaquina, es una especie de ave psitaciforme de la familia Psittacidae y el único miembro del género Deroptyus. Habita las selvas de la Amazonia y de la cuenca del Orinoco, desde Brasil, Colombia, zonas del noreste de Perú, Venezuela, y las Guayanas.

## Taxonomía

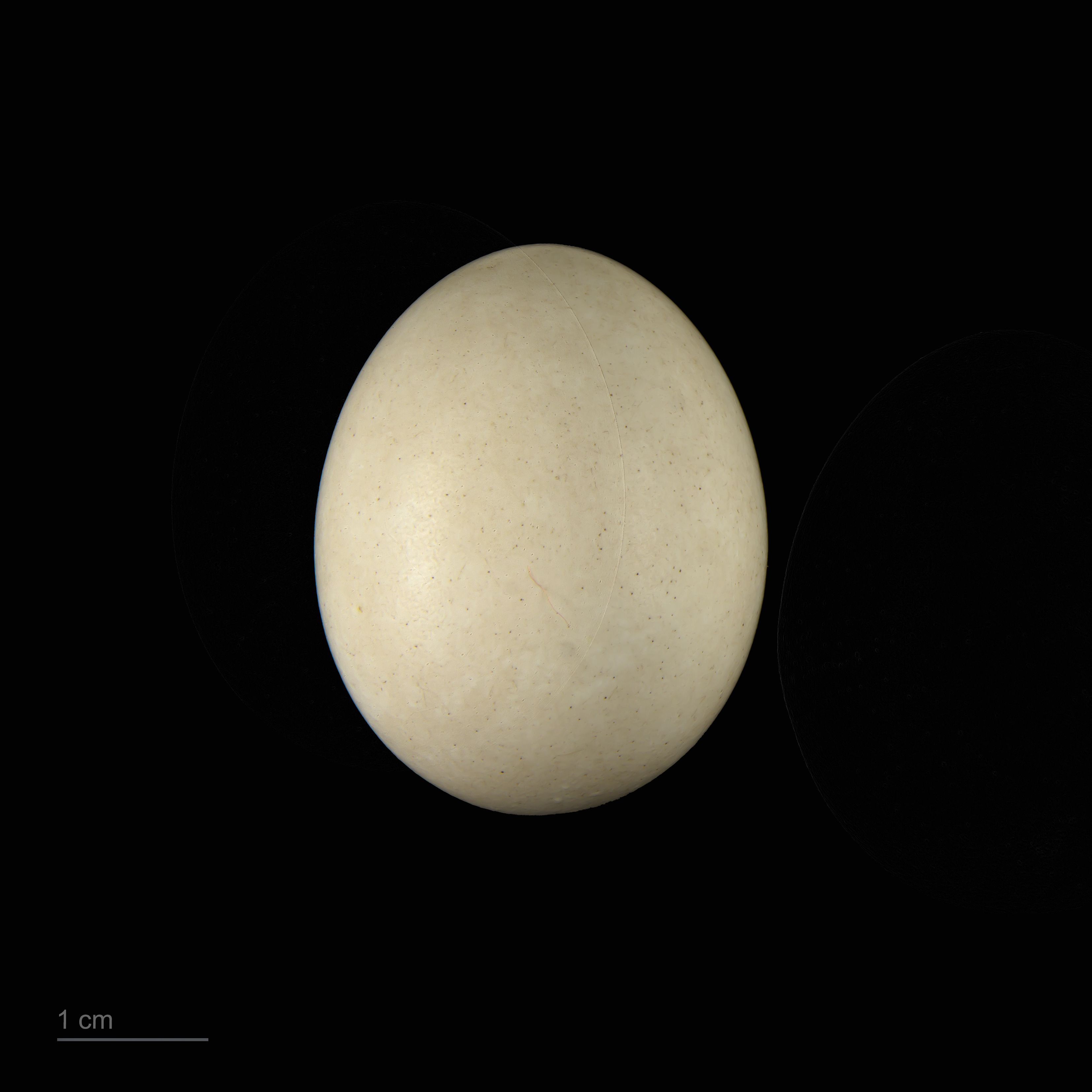
Deroptyus accipitrinus - MHNT

El loro cacique fue descrito formalmente en 1758 por el famoso naturalista sueco Carlos Linneo en la décima edición de su Systema Naturae. Lo colocó con todos los otros loros en el género Psittacus y acuñó la nomenclatura binomial Psittacus accipitrinus. Linneo basó su descripción en el "loro cabeza de halcón" que había sido descrito e ilustrado en 1751 por el naturalista inglés George Edwards en el cuarto volumen de su A Natural History of Uncommon Birds. Linneo especificó erróneamente la distribución en la India. Fue redesignado como Cayena en la Guayana Francesa por Carl Hellmayr en 1905. El loro cacique es ahora la única especie incluida en el género Deroptyus que fue introducido en 1832 por el naturalista alemán Johann Wagler. El nombre del género combina el griego antiguo derē, que significa "cuello", y ptuon que significa "abanico". El epíteto específico accipitrinus proviene del latín y significa "similar a un halcón". 

## Descripción
Generalmente vive en bosques vírgenes, alimentándose de frutas en el dosel. Tiene una cara de color marrón oscuro con rayas blancas, parche negro descubierto alrededor de su ojo marrón, alas, flancos y cola verdes y pecho con un plumas rojas y azules. Su característica distintiva son sus plumas rojas y azules del cuello alargadas que se pueden levantar para formar un abanico elaborado, lo que aumenta en gran medida el tamaño aparente del ave. El loro lo repliega cuando se siente atento o amenazado, que da la impresión de parecerse a los tocados de los caciques o jefes de antiguas tribus indígenas, de ahí su nombre común.

## Comportamiento

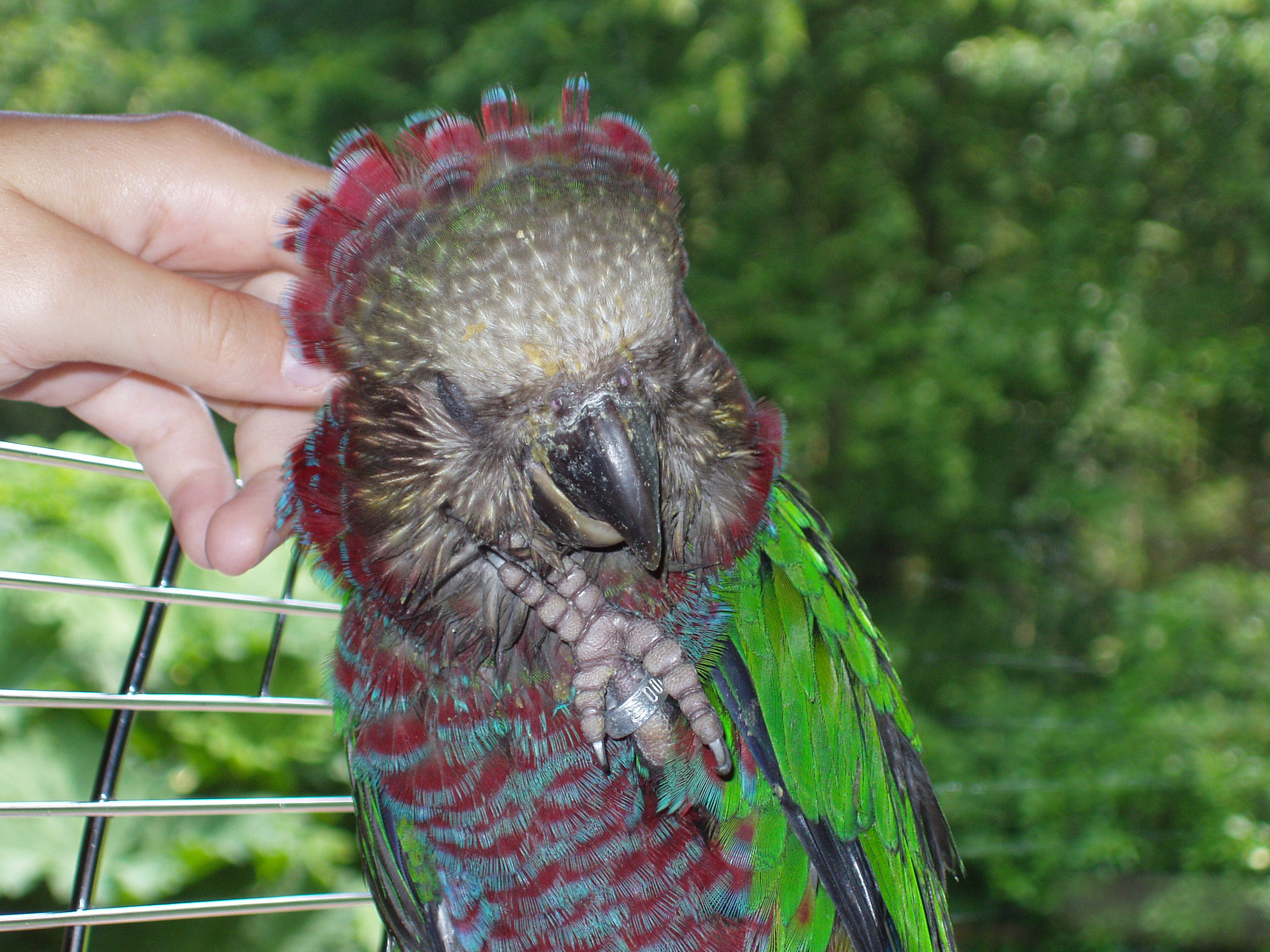
Loro mascota.

El loro cacique anida en huecos de árboles y tocones. Normalmente ponen de dos a tres huevos, que incuban aproximadamente 26 días. Los pichones comienzan a emplumar en la naturaleza aproximadamente a las diez semanas de edad. Solo se han examinado dos nidos en la naturaleza, ambos tenían un pichón.

## Avicultura

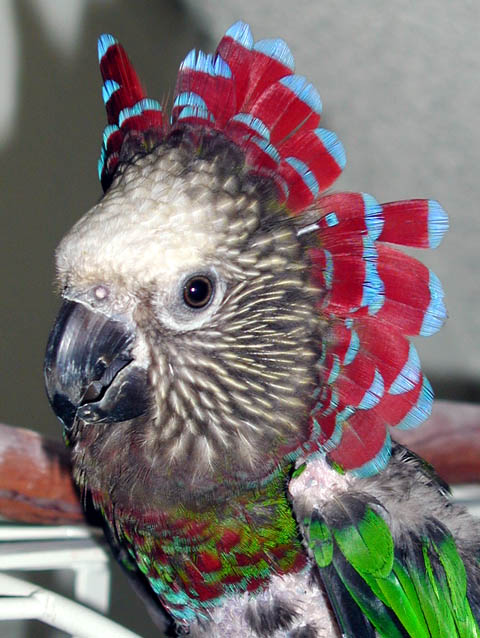
Loro cacique con el penacho desplegado.

Los loros caciques, aunque no son particularmente comunes en la avicultura, a veces se mantienen como aves de aviario o loros de compañía. Mientras que las aves jóvenes tienden a ser dóciles, los adultos pueden ser aves particularmente malhumoradas, obstinadas, impredecibles y de voluntad fuerte, mostrando una agresión extrema hacia los humanos y otras aves alojadas con ellos (incluidos otros de su propia especie y/o sus propios compañeros), particularmente cuando está en condiciones de reproducción. Cuando los papagayos se mantienen como mascotas, tienden a vincularse con una sola persona y requieren un manejo firme y un dueño paciente, con experiencia tanto en el cuidado de aves como en la lectura del lenguaje corporal de los loros. Sin embargo, como con todos los loros, el temperamento puede variar mucho de un individuo a otro y algunos de estos papagayos son excelentes compañeros.

## Subespecies
Se reconocen dos subespecies:
- D. a. accipitrinus (Linnaeus, 1758) — desde el sureste de Colombia a Venezuela, las Guayanas; noreste de Perú y norte de Brasil.
- D. a. fuscifrons Hellmayr, 1905 — Brasil, al sur del río Amazonas (desde Pará al norte de Mato Grosso)  posiblemente Bolivia.

## Amenazas
El loro cacique está catalogado como especie de preocupación menor por la Unión Internacional para la Conservación de la Naturaleza, aunque sus poblaciones disminuyeron poco a poco debido a un gran número de amenazas, pero entre las principales se encuentran la deforestación de las selvas y bosques donde habita y el comercio ilegal de loros como mascotas. Todo esto ha generado que en un futuro cercano pueda llegar a convertirse en una especie en peligro de extinción.